# QSQ
| Sigles de 2 caractères   |
| ► Sigles de 3 caractères |
| Sigles de 4 caractères   |
| Sigles de 5 caractères   |
| Sigles de 6 caractères   |
| Sigles de 7 caractères   |
| Sigles de 8 caractères   |

QSQ est un code qui signifie « Avez-vous un médecin à bord ? » ((en) Have you a doctor on board (or is ... on board)?) selon le code Q.